# جایزه بزرگ ایالات متحده ۱۹۷۴
جایزه بزرگ ایالات متحده ۱۹۷۴ (انگلیسی: ‎1974 United States Grand Prix‎)، که به‌طور رسمی با نام شانزدهمین جایزه بزرگ ایالات متحده شناخته می‌شود، یک مسابقهٔ موتوری در رشتهٔ اتومبیل‌رانی فرمول یک بود که در تاریخ ۶ اکتبر ۱۹۷۴ در مسیر مسابقه جایزه بزرگ واتکینز گلن واقع در واتکینز گلن، نیویورک، ایالات متحده آمریکا برگزار شد. این گراند پری در میان ۱۵ گراند پری در فصل ۱۹۷۴، مسابقهٔ شمارهٔ ۱۵ بود.
در این مسابقه که در ۵۹ دور و به مسافت ۳۲۰٫۶۷ کیلومتر (۱۹۹٫۲۵۵ مایل) برگزار شد، پول پوزیشن توسط کارلوس روتمان کسب شد و سریع‌ترین زمان برای طی یک دور پیست که برابر با ۱:۴۰٫۶۰۸ بود نیز توسط کارلوس پیس به ثبت رسید.
کارلوس روتمان از تیم برابام-فورد، کارلوس پیس از تیم برابام-فورد و جیمز هانت از تیم هسکث-فورد به‌ترتیب مقام‌های اول تا سوم مسابقه را کسب کردند.

## رده‌بندی قهرمانی پس از مسابقه
|       | جایگاه | راننده           | امتیاز |
| ----- | ------ | ---------------- | ------ |
|       | ۱      | امرسون فیتیپالدی | ۵۵     |
|       | ۲      | کلی رگاتزونی     | ۵۲     |
|       | ۳      | جودی شکتر        | ۴۵     |
|       | ۴      | نیکی لائودا      | ۳۸     |
|       | ۵      | رونی پیترسن      | ۳۵     |
| منبع: |        |                  |        |

|       | جایگاه | سازنده      | امتیاز  |
| ----- | ------ | ----------- | ------- |
|       | ۱      | مک‌لارن-فورد | ۷۳ (۷۵) |
|       | ۲      | فراری       | ۶۵      |
|       | ۳      | تایرل-فورد  | ۵۲      |
|       | ۴      | لوتوس-فورد  | ۴۲      |
|       | ۵      | برابام-فورد | ۳۵      |
| منبع: |        |             |         |

یادداشت
- تنها پنج جایگاه نخست از هر رده‌بندی نمایش داده شده‌است.